# Вьё-Марёй
Вьё-Марёй (фр. Vieux-Mareuil) — коммуна во Франции, находится в регионе Аквитания. Департамент — Дордонь. Входит в состав кантона Брантом. Округ коммуны — Нонтрон.
Код INSEE коммуны — 24579.

## География

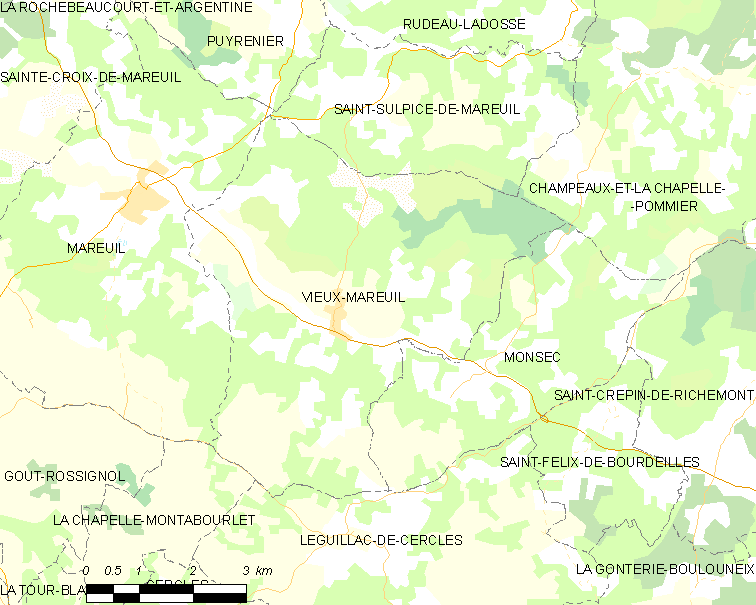
Карта коммуны

Коммуна расположена приблизительно в 410 км к югу от Парижа, в 110 км северо-восточнее Бордо, в 33 км к северо-западу от Перигё.

### Климат
Климат умеренный океанический со средним уровнем осадков, которые выпадают преимущественно зимой. Лето здесь долгое и тёплое, однако также довольно влажное, здесь не бывает регулярных периодов летней засухи. Средняя температура января — 5 °C, июля — 18 °C. Изредка вследствие стечения неблагоприятных погодных условий может наблюдаться непродолжительная засуха или случаются поздние заморозки. Климат меняется очень часто, как в течение сезона, так и год от года.

## Население
| Год  | Численность | Численность |
| ---- | ----------- | ----------- |
| 1962 | 425         | [ 8 ]       |
| 1968 | 393         | [ 8 ]       |
| 1975 | 398         | [ 8 ]       |
| 1982 | 384         | [ 8 ]       |
| 1990 | 350         | [ 8 ]       |
| 1999 | 342         | [ 8 ]       |
| 2006 | 331         | [ 9 ]       |
| 2010 | 334         | [ 8 ]       |
| 2011 | 340         | [ 9 ]       |
| 2013 | 347         |             |
| 2015 | 347         | [ 10 ]      |
| 2017 | 340         | [ 11 ]      |
| 2018 | 339         | [ 3 ]       |

## Администрация
| Период | Период | Фамилия           | Партия       | Примечания |
| ------ | ------ | ----------------- | ------------ | ---------- |
| 1951   | 1959   | Жан Элеон         | беспартийный | коммерсант |
| 1959   | 1963   | Жан Лакроз        | беспартийный |            |
| 1963   | 1968   | Мишель Террен     | беспартийный | фермер     |
| 1968   | 1985   | Жан Манде         | беспартийный |            |
| 1985   | 2001   | Андре Мартен      | беспартийный | столяр     |
| 2001   | 2014   | Ги Бебо           |              | пенсионер  |
| 2014   | 2020   | Бернар де Монтети |              |            |

## Экономика
В 2010 году среди 196 человек трудоспособного возраста (15-64 лет) 141 были экономически активными, 55 — неактивными (показатель активности — 71,9 %, в 1999 году было 68,5 %). Из 141 активных жителей работали 122 человека (63 мужчины и 59 женщин), безработных было 19 (14 мужчин и 5 женщин). Среди 55 неактивных 11 человек были учениками или студентами, 27 — пенсионерами, 17 были неактивными по другим причинам.

## Достопримечательности
- Замок Шане (XV век). Исторический памятник с 2009 года[13]
- Замок Шаврош (XV век)
- Замок Мараффи (XVIII век)
- Церковь Св. Петра в оковах (XII век). Исторический памятник с 1912 года[14]
- Доисторическая пещера Фронсак (эпоха палеолита). Исторический памятник с 1997 года[15]
- Руины галло-романских и меровингских сооружений

## Фотогалерея

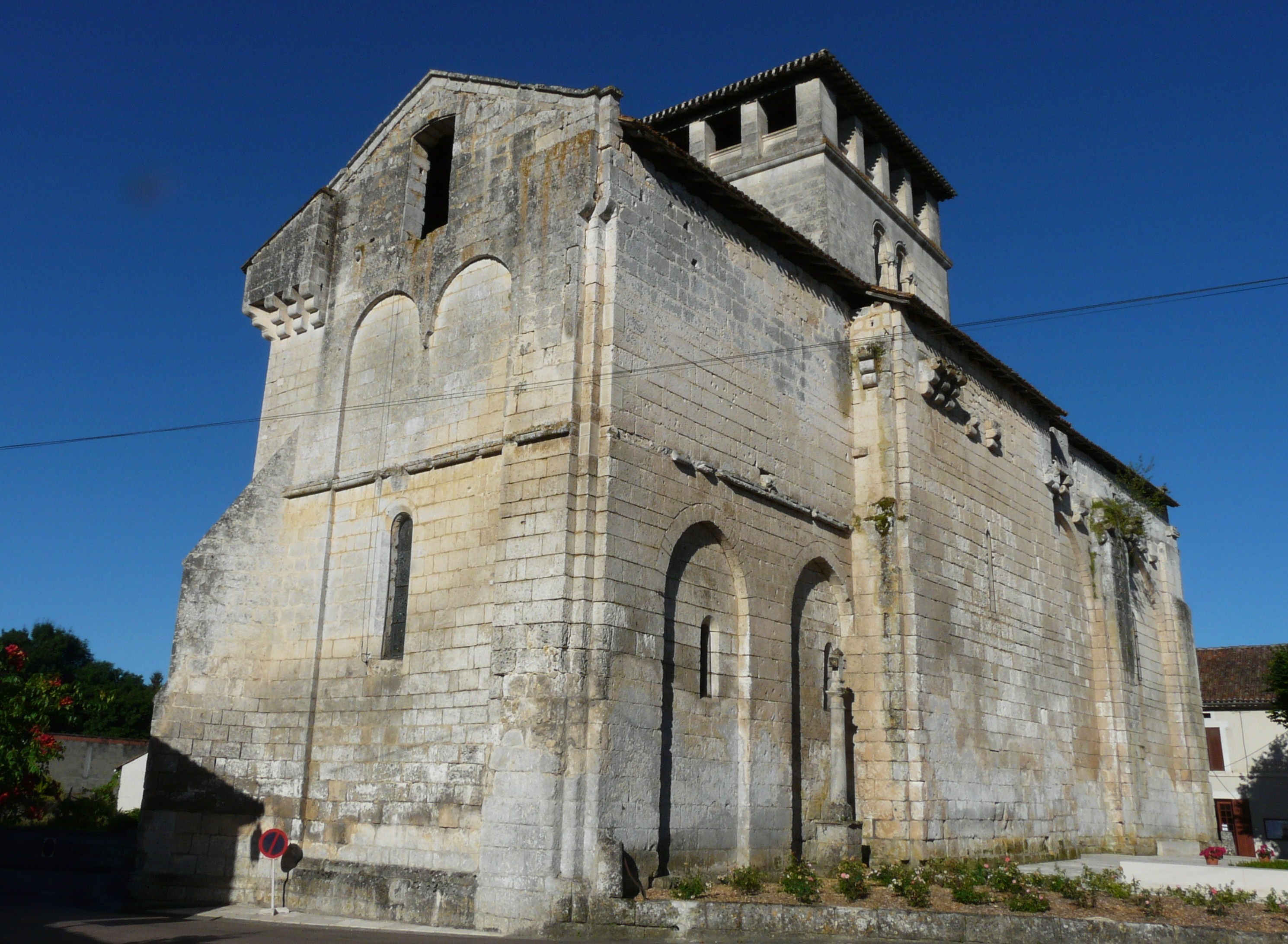
Церковь Св. Петра в оковах
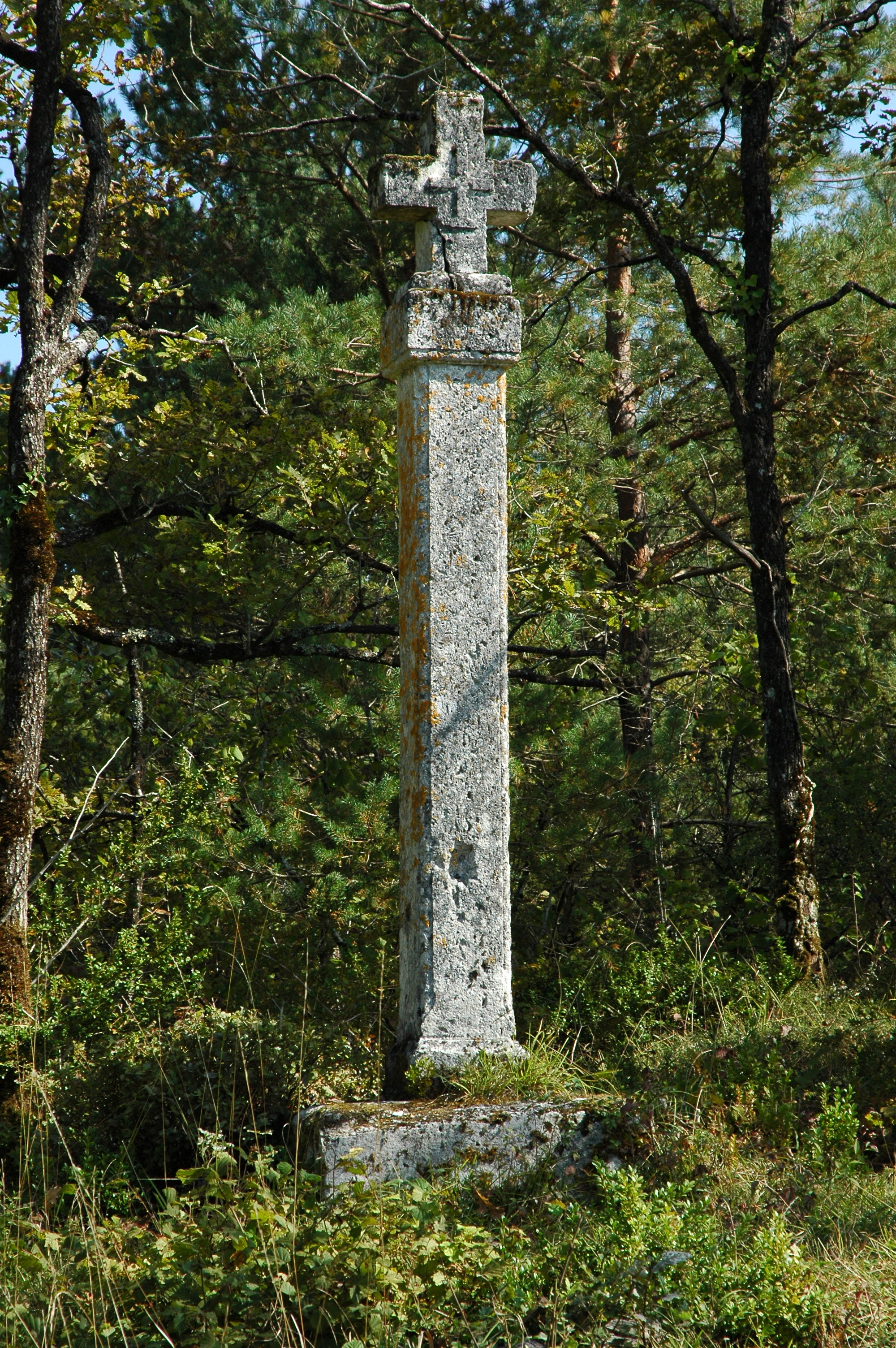
Крест
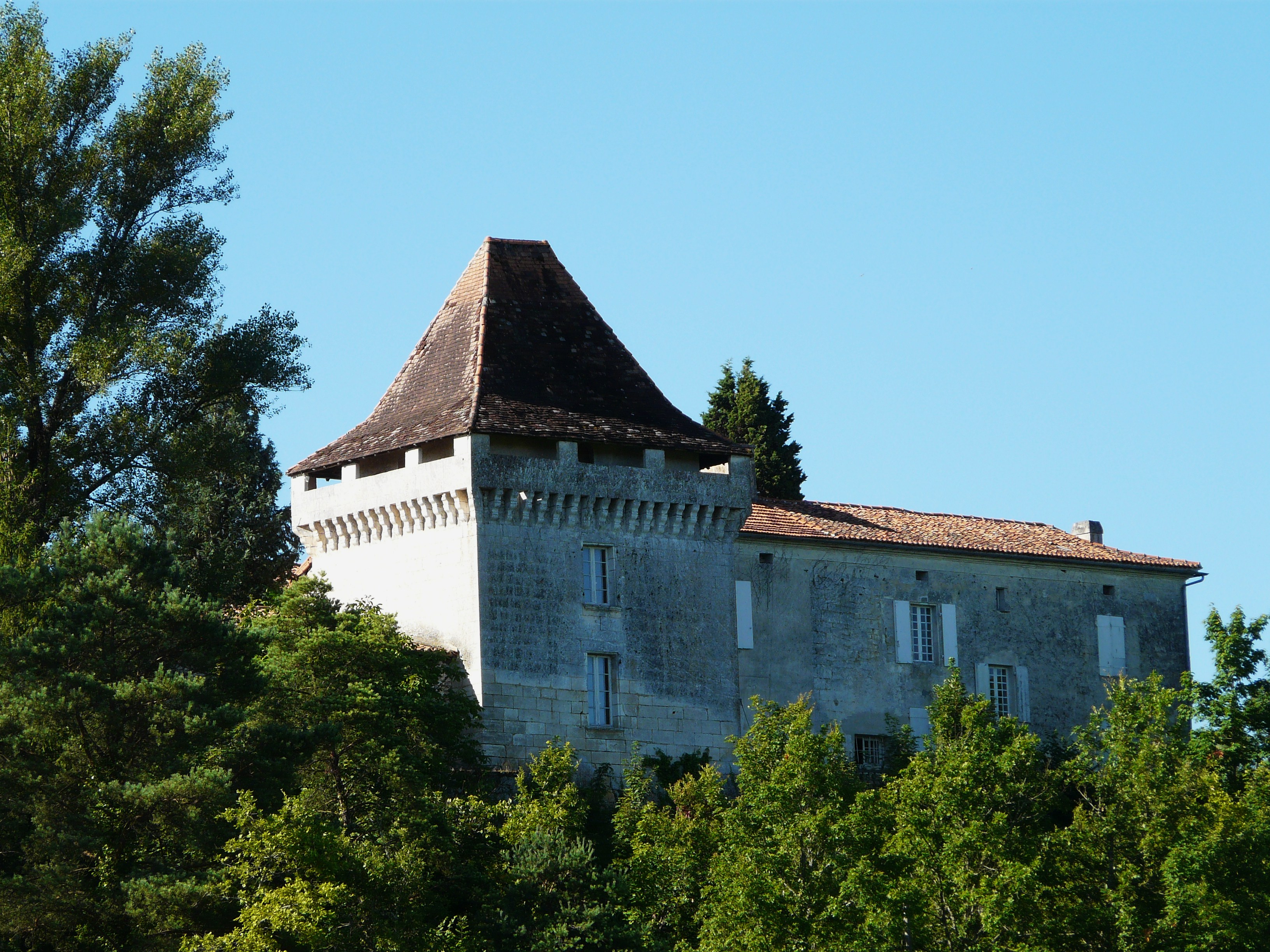
Замок Шане
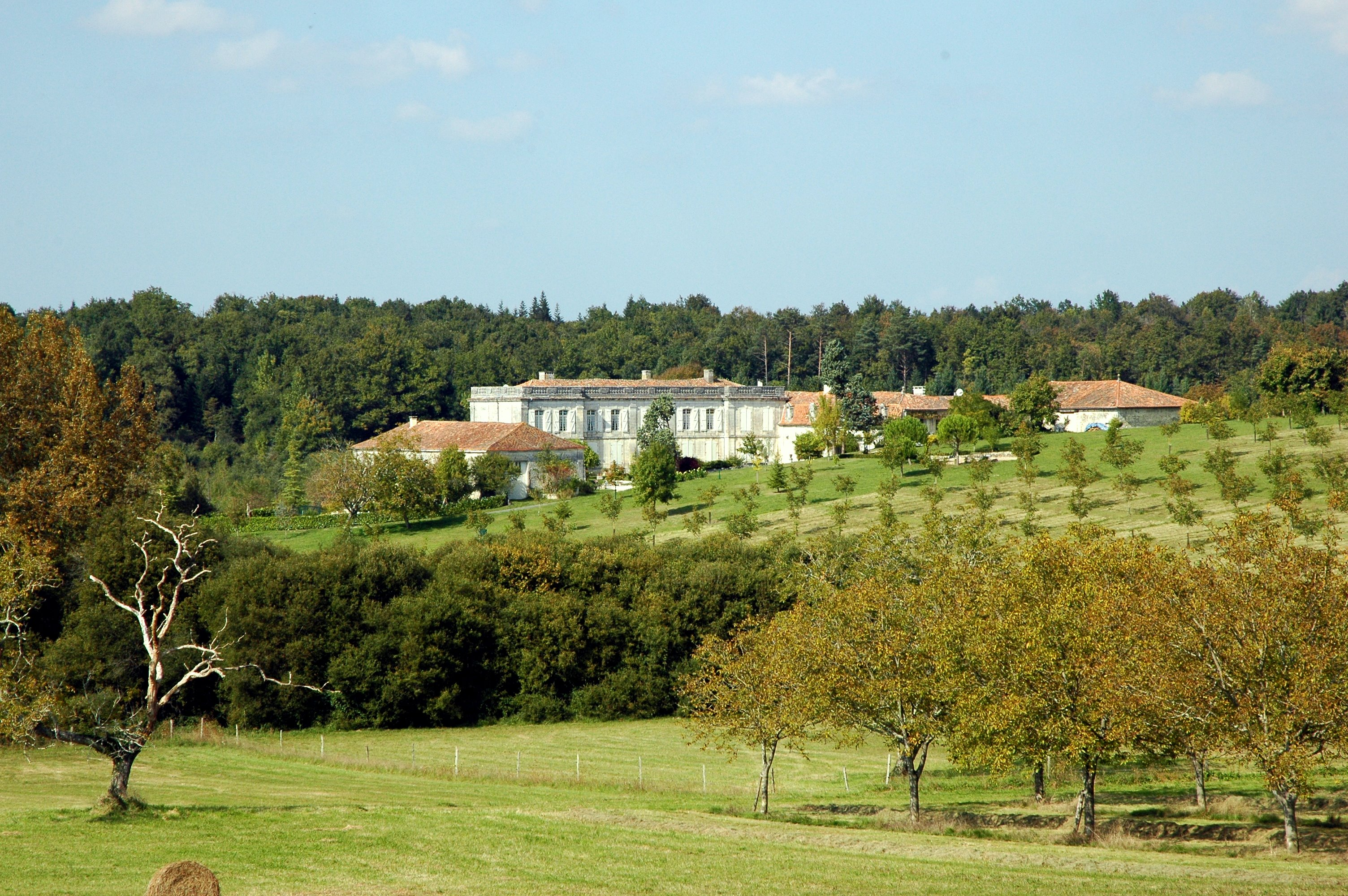
Замок Мараффи
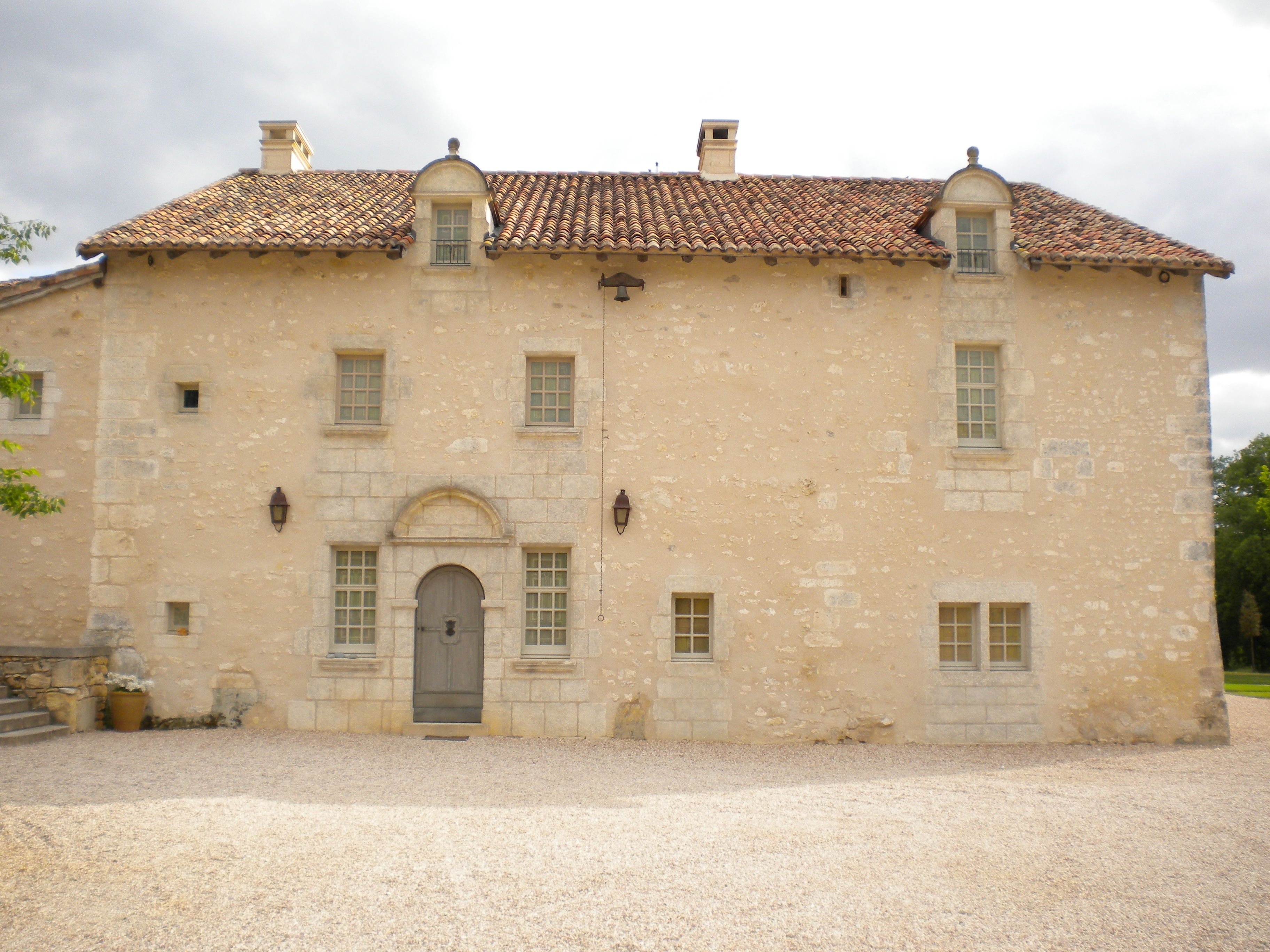
Особняк XVII века
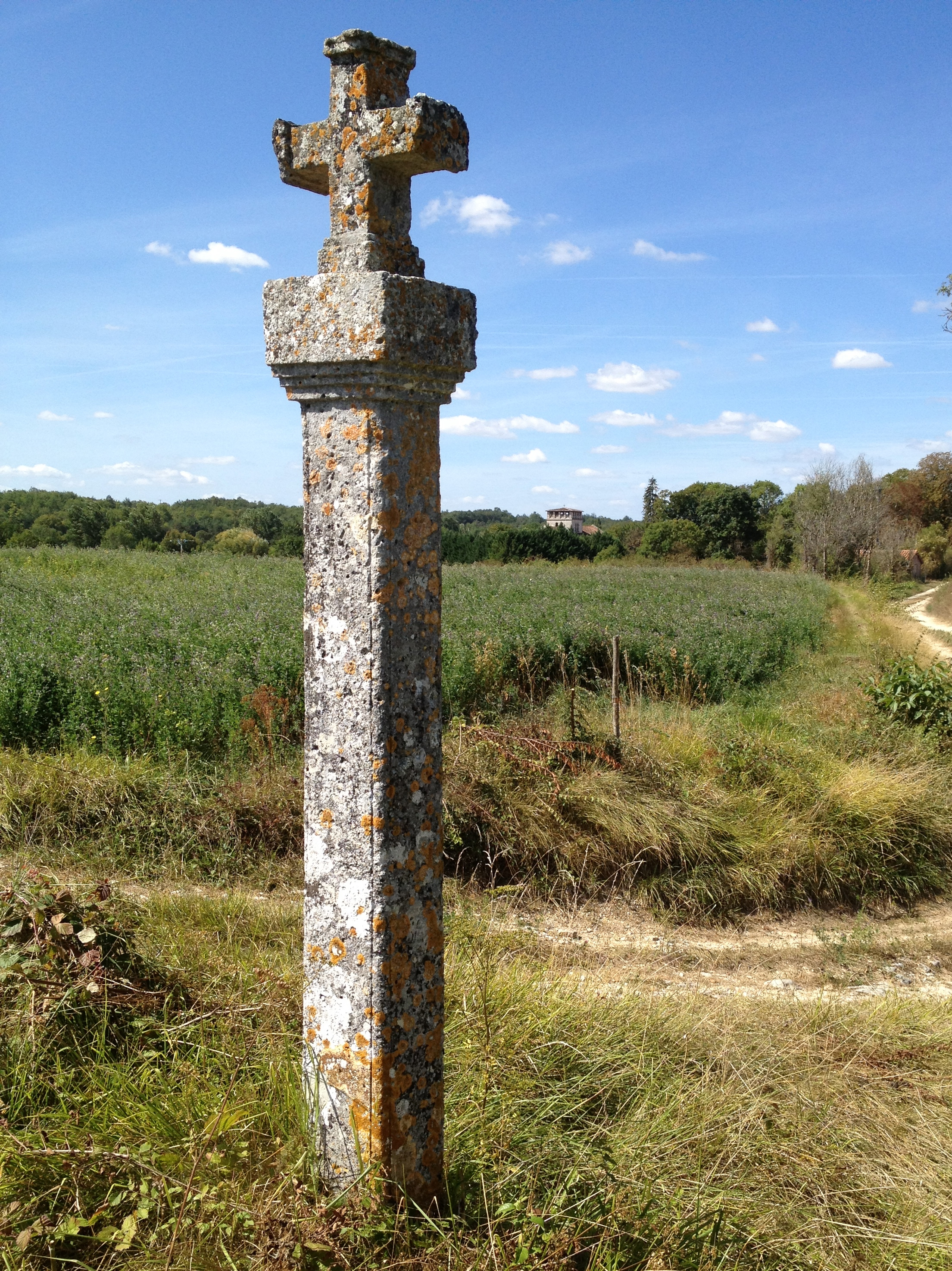
Крест
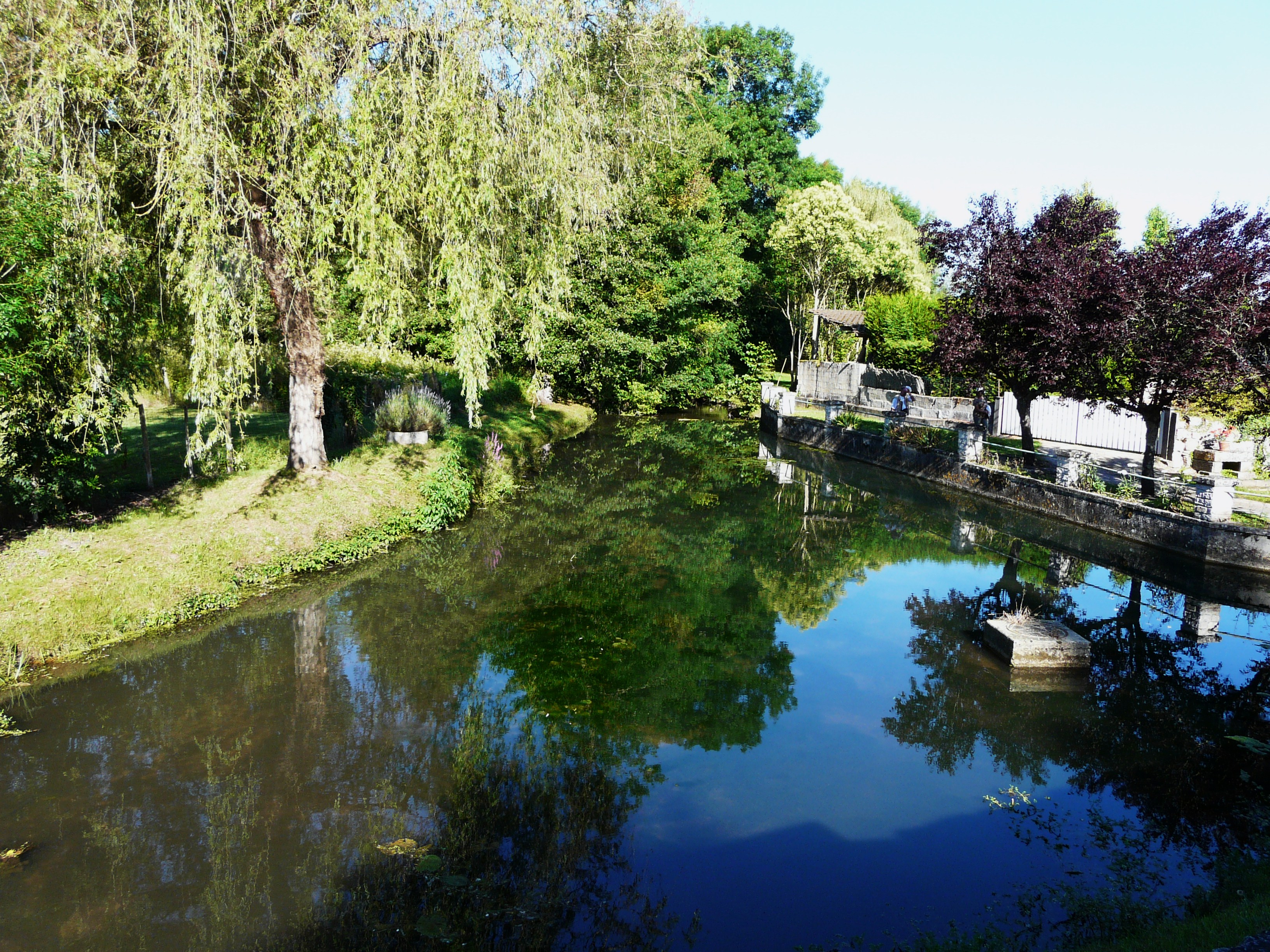
Река Бель